# Cantó de Carcassona-Sud

Cantó de Carcassona-Sud

El cantó de Carcassonne-Sud és un cantó francès del departament de l'Aude, a la regió d'Occitània. Està inclòs al districte de Carcassona i compta amb una part del municipi de Carcassona.